# Mistrovství světa ve fotbale klubů 2020
Mistrovství světa ve fotbale klubů 2020 bylo 17. ročníkem turnaje mužských fotbalových klubů, kteří se stali vítězi jednotlivých nejvyšších kontinentálních soutěží. Mělo se odehrát v prosinci 2020 v Dauhá, hlavním městě Kataru. Vlivem posunu termínů vyřazovacích bojů některých fotbalových soutěží kvůli pandemii covidu-19 rozhodla FIFA o posunu do nového termínu, a to na únor 2021.
Na turnaji se mělo střetnout šest vítězů jednotlivých nejvyšších kontinentálních soutěží a vítěz ligy pořadatelské země. Zástupci Evropy a Jižní Ameriky byli nasazeni přímo do semifinále. Zástupce OFC – tým Auckland City – do dějiště turnaje neodcestoval, a tak měl turnaj nakonec jen 6 účastníků celkem.
Předchozí ročník vyhrál anglický klub Liverpool FC z konfederace UEFA, ale vítězství v Lize mistrů neobhájil a ročníku 2020 se nezúčastnil. Vítězem turnaje se stal jiný tým z Evropy, a to německý klub FC Bayern Mnichov, pro který se jednalo o druhé vítězství v MS klubů v historii.

## Kvalifikované týmy
| Tým                          | Konfederace | Způsob kvalifikace                  | Datum kvalifikace  |
| ---------------------------- | ----------- | ----------------------------------- | ------------------ |
| Kvalifikováni do semifinále  |             |                                     |                    |
| FC Bayern Mnichov            | UEFA        | Vítěz Ligy mistrů UEFA 2019/20      | 23. srpna 2020     |
| Palmeiras                    | CONMEBOL    | Vítěz Copa Libertadores 2020        | 30. ledna 2021     |
| Kvalifikováni do čtvrtfinále |             |                                     |                    |
| Al Ahly                      | CAF         | Vítěz Ligy mistrů CAF 2020          | 27. listopadu 2020 |
| Ulsan HD FC                  | AFC         | Vítěz Ligy mistrů AFC 2020          | 19. prosince 2020  |
| Tigres UANL                  | CONCACAF    | Vítěz Ligy mistrů CONCACAF 2019/20  | 22. prosince 2020  |
| Kvalifikováni do osmifinále  |             |                                     |                    |
| Al-Duhail                    | Hostitel    | Vítěz Fotbalové ligy Kataru 2019/20 | 19. listopadu 2020 |
| Auckland City (odstoupení)   | OFC         | Nominován OFC                       | 27. září 2020      |

## Stadiony
Místem utkání budou stadiony v Dauhá.
|                       | Al Rayyan              | Al Rayyan |
| --------------------- | ---------------------- | --------- |
| Ahmed bin Ali Stadium | Education City Stadium |           |
| Kapacita: 40,000      | Kapacita: 40,000       |           |
|                       |                        |           |

## Rozhodčí
Na turnaj bylo nominováno celkově sedm hlavních rozhočích, dvanáct asistentů rozhodčího a sedm videorozhodčích.

## Zápasy
Všechny časy jsou uvedeny v UTC+03:00.
|  | První kolo                | První kolo               |                            |             | Druhé kolo                | Druhé kolo                |             |             | Semifinále | Semifinále |  |  | Finále                     | Finále                     |
|  | 1.2.2021 – Ahmed bin Ali  |                          |                            |             |                           |                           |             |             |            |            |  |  |                            |                            |
|  | Al-Duhail                 | 3                        |                            |             | 4.2.2021 – Education City | 4.2.2021 – Education City |             |             |            |            |  |  |                            |                            |
|  | Al-Duhail                 | 3                        |                            |             | 4.2.2021 – Education City | 4.2.2021 – Education City |             |             |            |            |  |  |                            |                            |
|  | Auckland City FC          | 0                        |                            |             | Al-Duhail                 | 0                         |             |             |            |            |  |  |                            |                            |
|  | Auckland City FC          | 0                        | 8.2.2021 – Ahmed bin Ali   |             | Al-Duhail                 | 0                         |             |             |            |            |  |  |                            |                            |
|  |                           |                          |                            |             | Al Ahly                   | 1                         |             |             |            |            |  |  |                            |                            |
|  | FC Bayern Mnichov         | 2                        |                            |             | Al Ahly                   | 1                         |             |             |            |            |  |  |                            |                            |
|  | FC Bayern Mnichov         | 2                        |                            |             |                           |                           |             |             |            |            |  |  |                            |                            |
|  |                           |                          | Al Ahly                    | 0           |                           |                           |             |             |            |            |  |  |                            |                            |
|  |                           |                          | Al Ahly                    | 0           |                           |                           |             |             |            |            |  |  |                            |                            |
|  |                           |                          | 11.2.2021 – Education City |             |                           |                           |             |             |            |            |  |  |                            |                            |
|  |                           |                          |                            |             |                           |                           |             |             |            |            |  |  |                            |                            |
|  | FC Bayern Mnichov         | 1                        |                            |             |                           |                           |             |             |            |            |  |  |                            |                            |
|  | FC Bayern Mnichov         | 1                        | 4.2.2021 – Ahmed bin Ali   |             |                           |                           |             |             |            |            |  |  |                            |                            |
|  |                           | Tigres UANL              | 0                          |             |                           |                           |             |             |            |            |  |  |                            |                            |
|  |                           |                          | 0                          | Tigres UANL | 2                         |                           |             |             |            |            |  |  |                            |                            |
|  | 7.2.2021 – Education City |                          |                            | Tigres UANL | 2                         |                           |             |             |            |            |  |  |                            |                            |
|  |                           | Ulsan HD FC              | 1                          |             |                           |                           |             |             |            |            |  |  |                            |                            |
|  | Tigres UANL               | Ulsan HD FC              | 1                          | 1           |                           |                           |             |             |            |            |  |  |                            |                            |
|  | Tigres UANL               | Páté místo               | Páté místo                 | 1           |                           |                           | Třetí místo | Třetí místo |            |            |  |  |                            |                            |
|  |                           | Páté místo               | Páté místo                 |             | Palmeiras                 | 0                         | Třetí místo | Třetí místo |            |            |  |  |                            |                            |
|  | Al-Duhail                 | 3                        | Al Ahly                    | 0 (3)       | Palmeiras                 | 0                         |             |             |            |            |  |  |                            |                            |
|  | Al-Duhail                 | 3                        | Al Ahly                    | 0 (3)       |                           |                           |             |             |            |            |  |  |                            |                            |
|  | Ulsan HD FC               | 1                        | Palmeiras                  | 0 (2)       |                           |                           |             |             |            |            |  |  |                            |                            |
|  | Ulsan HD FC               | 1                        | Palmeiras                  | 0 (2)       |                           |                           |             |             |            |            |  |  |                            |                            |
|  | 7.2.2021 – Ahmed bin Ali  | 7.2.2021 – Ahmed bin Ali |                            |             |                           |                           |             |             |            |            |  |  | 11.2.2021 – Education City | 11.2.2021 – Education City |

### První kolo
| 1. 2. 2021 20:30 |                  |                 |               |
| Al-Duhail 0      | 3 : 0 Kontumačně | Auckland City 0 | Ahmed bin Ali |
|                  | Report           |                 | Ahmed bin Ali |

### Druhé kolo
| 4. 2. 2021 17:00         |        |             |                                                    |
| Tigres UANL              | 2 : 1  | Ulsan HD FC | Ahmed bin Ali rozhodčí: Esteban Ostojich (Uruguay) |
| Gignac 38', 45+5' (pen.) | Report | Kee-hee 24' | Ahmed bin Ali rozhodčí: Esteban Ostojich (Uruguay) |

| 4. 2. 2021 20:30 |        |               |                                                    |
| Al-Duhail        | 0 : 1  | Al Ahly       | Education City rozhodčí: Mario Escobar (Guatemala) |
|                  | Report | El Shahat 30' | Education City rozhodčí: Mario Escobar (Guatemala) |

### Zápas o páté místo
| 7. 2. 2021 18:00 |        |                                  |                                                        |
| Ulsan HD FC      | 1 : 3  | Al-Duhail                        | Ahmed bin Ali rozhodčí: Edina Alves Batista (Brazílie) |
| Bit-garam 62'    | Report | Edmilson 21' Muntari 66' Ali 82' | Ahmed bin Ali rozhodčí: Edina Alves Batista (Brazílie) |

### Semifinále
| 7. 2. 2021 21:00 |        |                   |                                                      |
| Palmeiras        | 0 : 1  | Tigres UANL       | Education City rozhodčí: Danny Makkelie (Nizozemsko) |
|                  | Report | Gignac 54' (pen.) | Education City rozhodčí: Danny Makkelie (Nizozemsko) |

| 8. 2. 2021 21:00 |        |                      |                                                                                   |
| Al Ahly          | 0 : 2  | FC Bayern Mnichov    | Ahmed bin Ali rozhodčí: Mohammed Abdulla Hassan Mohamed (Spojené arabské emiráty) |
|                  | Report | Lewandowski 17', 86' | Ahmed bin Ali rozhodčí: Mohammed Abdulla Hassan Mohamed (Spojené arabské emiráty) |

### Zápas o třetí místo
| 11. 2. 2021 18:00 |        |           |                                                     |
| Al Ahly           | 0 : 0  | Palmeiras | Education City rozhodčí: Maguette N'Diaye (Senegal) |
|                   | Report |           | Education City rozhodčí: Maguette N'Diaye (Senegal) |

|                                   |       | Penaltový rozstřel                                 |  |
| Benoun El Solia Muhsín Hany Ajayi | 3 : 2 | Rony Luiz Adriano Gustavo Scarpa Gómez Felipe Melo |  |

### Finále
| 11. 2. 2021 21:00 |        |             |                                                     |
| FC Bayern Mnichov | 1 : 0  | Tigres UANL | Education City rozhodčí: Esteban Ostojich (Uruguay) |
| Pavard 59'        | Report |             | Education City rozhodčí: Esteban Ostojich (Uruguay) |

## Vítěz
| Mistrovství světa ve fotbale klubů 2020 FC Bayern Mnichov 2. titul Trenér: Hans-Dieter Flick |

## Střelci
| Pořadí | Hráč                | Tým               | Góly |
| ------ | ------------------- | ----------------- | ---- |
| 1      | André-Pierre Gignac | Tigres UANL       | 3    |
| 2      | Robert Lewandowski  | FC Bayern Mnichov | 2    |
| 3      | Almoéz Alí          | Al-Duhail         | 1    |
| 3      | Edmilson            | Al-Duhail         | 1    |
| 3      | Hussein El Shahat   | Al Ahly           | 1    |
| 3      | Kim Kee-hee         | Ulsan HD FC       | 1    |
| 3      | Mohammed Muntari    | Al-Duhail         | 1    |
| 3      | Benjamin Pavard     | FC Bayern Mnichov | 1    |
| 3      | Yoon Bit-garam      | Ulsan HD FC       | 1    |

## Ocenění
- Zlatý míč Adidas:  Robert Lewandowski (FC Bayern Mnichov)
- Stříbrný míč Adidas:  André-Pierre Gignac  (Tigres UANL)
- Bronzový míč Adidas:  Joshua Kimmich (FC Bayern Mnichov)